# 東大和市立第五小学校
東大和市立第五小学校(ひがしやまとしりつ だいごしょうがっこう)は、東京都東大和市にある公立小学校。

## 沿革
1968年4月1日、大和町立第五小学校として、大和第二小学校(現・東大和市立第二小学校)の校舎を使って開校。同年5月29日、現校舎が設立され現在の場所に移転する。
1970年10月1日、東大和市の市制施行に伴い校名を東大和市立第五小学校に変更。
1970年から1974年にかけて大規模な増築が行われ、1972年3月31日には体育館が、1974年2月19日には図工室や家庭科室、図書室など特別教室が増築されている。
1972年2月8日には校章が、9月4日には校歌が制定された。

## 通学区域
2016年(平成28年)現在の本校の校区は以下の通りである。
住所別通学区域
| 向原一 - 五丁目 | 向原六丁目              | 南街一丁目        | 中央一・二丁目 |
| --------------- | ----------------------- | ----------------- | -------------- |
| 全域            | 1番地1・2号棟を除く全域 | 市道第499号線以東 | 全域           |

## 交通
- 西武拝島線東大和市駅より徒歩15分
- 西武多摩湖線武蔵大和駅より徒歩26分
- 西武バス「梅の原住宅」より徒歩6分